# Eugène Vignat
Eugène Vignat est une personnalité politique française né le 2 septembre 1815 à Orléans (Loiret) où il est mort le 27 juillet 1895,,.
Il appartient notamment au corps législatif sous le Second Empire.

## Biographie
Eugène Vignat naît à Orléans le 2 septembre 1815 sous la Restauration. Il est propriétaire du château de La Salle à Boigny-sur-Bionne.
Il exerce la fonction de maire d'Orléans de 1856 à 1869 ; il est également conseiller général de l'ancien canton d'Orléans-Ouest de 1856 à 1870.
Il est élu député du Loiret au cours de la quatrième législature du Second Empire le 23 mai 1869 et siège dans la majorité dynastique. Son mandat prend fin le 4 septembre 1870. Il n'est pas réélu député au cours de la IIIe République après s'être pourtant représenté deux fois,.
Il est fait chevalier de la Légion d'honneur le 14 août 1860 puis élevé au grade d'officier le 14 août 1867.
Il meurt à Orléans le 27 juillet 1895 à l'âge de 79 ans.
Une rue d'Orléans, dans laquelle passe la ligne B du tramway d'Orléans, porte son nom.
Il est inhumé au grand cimetière d'Orléans.

## Sources
- « Eugène Vignat », dans Adolphe Robert et Gaston Cougny, Dictionnaire des parlementaires français, Edgar Bourloton, 1889-1891 [détail de l’édition]